# Хорьков, Михаил Гаврилович
Михаил Гаврилович Хорьков (1919 — 15 августа 1964) — сапёр 388-го сапёрного батальона 218-й стрелковой дивизии 47-й армии Воронежского фронта, красноармеец. Герой Советского Союза.

## Биография
Родился в 1919 году в селе Аил на территории современного Новокузнецкого района Кемеровской области в крестьянской семье. Окончил 5 классов. Работал на руднике «Тельбес» в рабочем посёлке Таштагол, слесарем на станции «Кривощёкино» Новосибирской области.
В Красной Армии с мая 1943 года. В действующей армии с 1943 года.
Сапёр 388-го отдельного сапёрного батальона комсомолец красноармеец Михаил Хорьков в составе десанта 24 сентября 1943 года форсировал реку Днепр в районе села Пекари Каневского района Черкасской области Украины и в течение восьми суток под огнём неприятеля переправлял на правый берег Днепра войска, участвовал в отражении вражеских контратак. Во время одного из боёв воин-сапёр Михаил Хорьков вынес с поля боя и переправил на левый берег Днепра раненого командира полка.
Указом Президиума Верховного Совета СССР от 3 июня 1944 года за образцовое выполнение боевых заданий командования и проявленные при этом мужество и героизм красноармейцу Хорькову Михаилу Гавриловичу присвоено звание Героя Советского Союза с вручением ордена Ленина и медали «Золотая Звезда».
В 1944-45 годах М. Г. Хорьков учился в Московском военном инженерном училище, затем демобилизован. Член ВКП(б)/КПСС с 1945 года.
Работал на угольной шахте в посёлке Малышев Лог Осинниковского городского совета Кемеровской области. Скончался 15 августа 1964 года. Похоронен на кладбище города Калтан Кемеровской области.
Награждён орденами Ленина, Красной Звезды, медалями.